# Herve (Bélgica)
Herve es una comuna de la región de Valonia, en la provincia de Lieja, Bélgica. A 1 de enero de 2019 tenía una población estimada de 17 609 habitantes.

## Geografía
Se encuentra ubicada al este del país en la región natural del País de Herve y cerca de la ciudad de Verviers.

### Secciones del municipio
El municipio comprende los antiguos municipios, que se fusionaron en 1977:
| - Herve - Chaineux - Grand-Rechain - Julémont - Battice - Xhendelesse - Bolland - Charneux |

### Pueblos y aldeas del municipio
Bruyères, José, Manaihant, Biomont, Bouxhmont, Champiomont, Elvaux, Fastré, Faweux, Gurné, Hacboister, Hautregard, Hauzeur, Holliguette,  Houlteau, Hubertfays, Lescours, Noblehaye, Outre-Cour, Renouprez, Sauvenière, Stockis, Wadeleux, Warrimont, Waucomont y Xhéneumont.

## Demografía

### Evolución
Todos los datos históricos relativos al actual municipio, el siguiente gráfico refleja su evolución demográfica, incluyendo municipios después de efectuada la fusión el 1 de enero de 1977.
| Gráfica de evolución demográfica de Herve entre 1846 y 2019 |
|                                                             |